# Krystyna Kołodziejczyk
Krystyna Aleksandra Kołodziejczyk-Szyszko (ur. 30 marca 1939 w Częstochowie, zm. 13 września 2021 w Warszawie) – polska aktorka teatralna, telewizyjna i dubbingowa.

## Życiorys

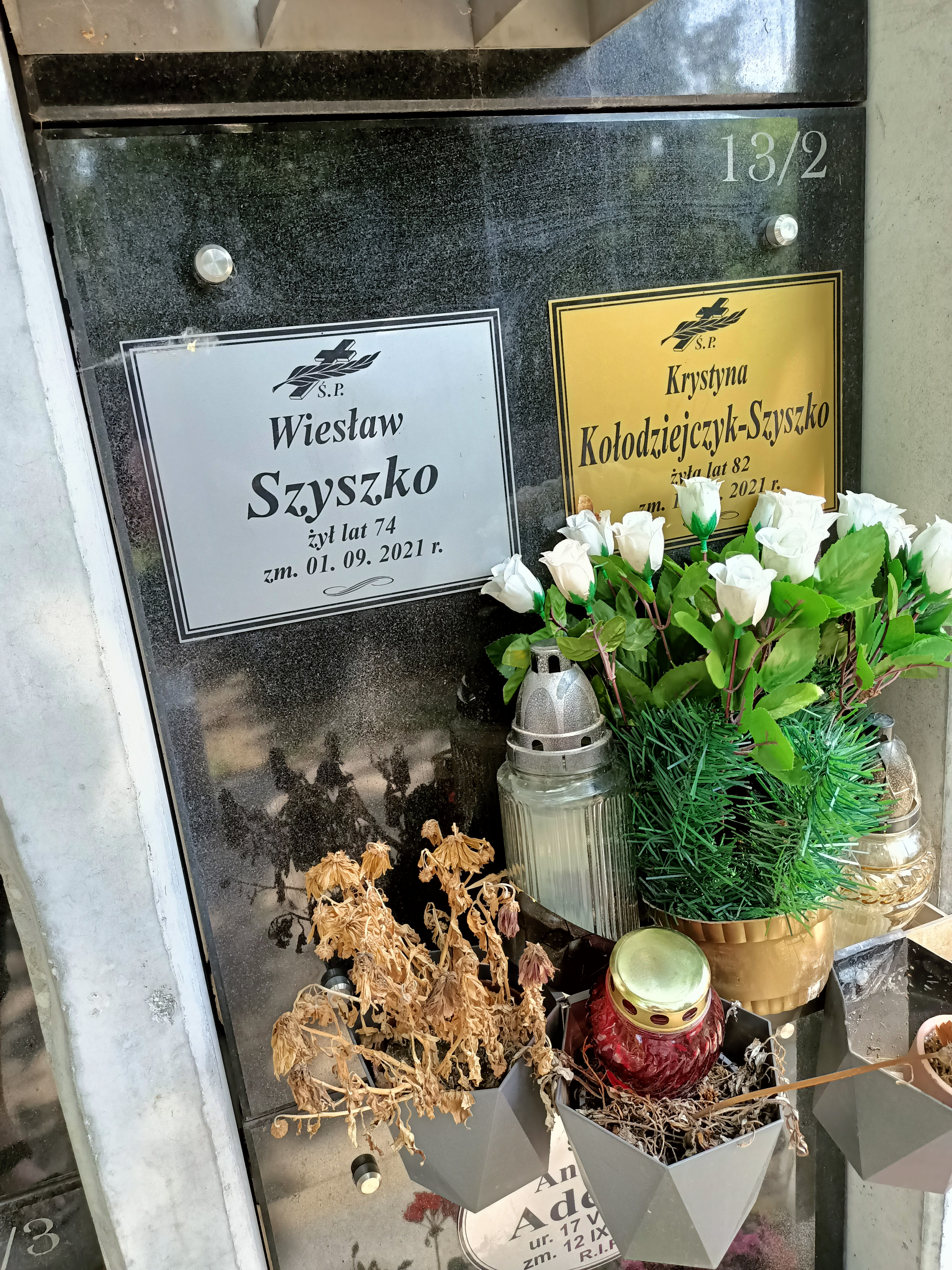
Grób Krystyny Kołodziejczyk-Szyszko grób na Cmentarzu Wojskowym na Powązkach

Córka Eugeniusza i Aleksandry. Absolwentka Wydziału Aktorskiego PWSTiF w Łodzi (1960).
W październiku 1959 r. zadebiutowała na scenie teatralnej Teatru Powszechnego w Łodzi. W kolejnych latach występowała w Teatrze Dramatycznym w Koszalinie (1960–1964; 1967–1970), Teatrze Polskim w Bydgoszczy (1964–1967), Teatrze Polskim w Poznaniu (1970–1972), Teatrze Studio w Warszawie (1972–1999). W ostatnich latach kariery związana była ze stołecznym Och-Teatrem.
Na wielkim ekranie zadebiutowała rolą w filmie dla dzieci Król Maciuś I w 1957 roku. Od lat 70. częściej występowała w produkcjach telewizyjnych, takich jak Chłopi (1972), Zmiennicy (1986), Miodowe lata (1998–2003) czy 39 i pół (2008–2009). Zajmowała się również dubbingiem, podkładając głos postaciom w polskich wersjach językowych m.in. Pszczółki Mai, Kaczych Opowieści czy serii filmów o Harrym Potterze.
W 2013 roku została odznaczona Brązowym Medalem „Zasłużony Kulturze Gloria Artis”, a w 2019 – Srebrnym.
Zmarła 13 września 2021 roku w Warszawie w wieku 82 lat, kilkanaście dni po swoim mężu. 28 września 2021 roku została pochowana na Cmentarzu Wojskowym na Powązkach.

### Życie prywatne
Była dwukrotnie zamężna. Z małżeństwa z Andrzejem Ziębińskim (1931–1995), miała syna Marcina (1967–2025), reżysera. 
Jej drugim mężem był pilot PLL LOT Wiesław Szyszko (1947–2021). Ich syn Aleksander również został pilotem.

## Filmografia
- Cafe pod Minogą (1959)
- Historia współczesna (1960) – panna młoda
- Czterej pancerni i pies (1970)
- Chłopi (1972, serial) – wójtowa
- Chłopi (1973) – wójtowa
- Czterdziestolatek (1974) – sąsiadka w oknie (odc. 1)
- Dyrektorzy (1975) – Krystyna, sekretarka dyrektora Fabelu
- Daleko od szosy (1976) – sekretarka w Technikum Samochodowym
- Lalka (1977, serial)
- Co mi zrobisz, jak mnie złapiesz (1978)
- Tulipan (1986) – matka Gosi
- Zmiennicy (1986) – Koniuszkowa
- Dorastanie (1987) – lekarka (odc. 6)
- Rzeka kłamstwa (1987) – Lodzia, żona Serafina
- Kogel-mogel (1988) – koleżanka Wolańskiej
- Rodzina Kanderów (1988)
- Janka (1989)
- Pogranicze w ogniu (1991) – Adela, kochanka Lebera (odc. 13)
- Czterdziestolatek. 20 lat później (1993)
- Bank nie z tej ziemi (1993) – kobieta w kasynie
- Dom (1996)
- Klan (1997–2004) jako pielęgniarka Władzia
- Złotopolscy (1998)
- Siedlisko (1998) – Aleksandra Kotulowa
- Miodowe lata (1998–2003) – Helena Grzelakowa, sąsiadka Krawczyków
- Samo życie (2002–2006)
- Zaginiona (2003) – Biedroniowa
- Dublerzy (2006) – zakonnica
- 39 i pół (2008–2009) – Petronela Nowakowa, sąsiadka Jankowskich oraz Genowefa, siostra-bliźniaczka Petroneli
- Hotel pod żyrafą i nosorożcem (2008) – właścicielka Sznaucnera (odc. 11)
- Przystań (2009) – Janina Garoń (odc. 12)
- Komisarz Alex (2011) – starsza pani (odc. 11)
- Ojciec Mateusz (2016) – Eugenia Jamioł (odc. 202)
- Tatuśkowie (2020) – Róża, babcia Maksa
- Usta usta (2021) – pani Grażyna
- Komisarz Mama (2021) – sąsiadka (odc. 18)

## Polski dubbing
- 1975: Pszczółka Maja jako Mucha
- 1976: Ja, Klaudiusz jako Elia
- 1981–1989: Smerfy
- 1987–1990: Kacze opowieści (stara wersja dubbingowa) jako
  - matka Pingusi na Antarktydzie (4)
  - Złotka Błyskotka (8)
  - agentka Cynamon Till (12)
  - Wiedźma Kirke w Itakwace (22)
  - Bezimienna Garbulandka, która przejęła władzę po Donaldzie (40)
- 1988: Hemingway jako Sylwia Beach
- 1991: Słoń Benjamin jako pani Gerda Pączek
- 1995: Nowe przygody Madeline
- 2004: Harry Potter i więzień Azkabanu jako Marge Dursley
- 2010: Victoria znaczy zwycięstwo jako babcia Robbiego